# Briefe, die ihn nicht erreichten (Film)
Briefe, die ihn nicht erreichten ist ein deutsches Stummfilmdrama von Friedrich Zelnik aus dem Jahre 1925, mit Albert Bassermann in der Hauptrolle. Weitere Hauptrollen spielen die Italienerin Marcella Albani und der Schwede Nils Asther als unglückseliges Liebespaar. Die Geschichte basiert auf dem gleichnamigen Roman (1903) von Elisabeth von Heyking, die unmittelbar vor Beginn der Dreharbeiten verstorben war.

## Handlung
China, um 1900. Der angesehene deutsche Konsul Werner Gerling ist mit der deutlich jüngeren Elena verheiratet, die er abgöttisch liebt. Seine Eifersucht erreicht ein neues Maß, als ersieht, wie sie sich auf den attraktiven Georg von Arnim, der etwa ihr Alter besitzt, verliebt. Um seine Frau zu halten, sieht der Konsul nur noch die Möglichkeit einer gemeinsamen Rückkehr nach Europa, in der Hoffnung, dass sich Elena mit dem gewonnenen Abstand eines Besseren besinnt. Von Arnim ist jedoch nicht bereit, Elena einfach so ziehen zu lassen und beschließt, seine Geschäfte in Asien rasch zu beenden und ebenfalls ach Europa zurückzukehren. Um den Kontakt nicht abreißen zu lassen, beschließen Elena, die nur noch aus Pflichtgefühl ihrem Gatten gegenüber bei Gerling bleibt, und Georg in der Zwischenzeit einander zu schreiben. Elenas Freundin soll als Postillon d‘amour fungieren und Elenas Briefe an Georg weiterleiten. Doch die gleichfalls verheiratete Bessie fährt ihre eigene Agenda, ist sie doch ebenfalls in Georg von Arnim verliebt: Stattdessen verrät sie Elenas Handeln an deren Gatten Werner und schickt diesem die für Arnim gedachte Post zu. Georg muss nun angesichts dieser Briefe, die ihn nicht erreichten, glauben, dass Elena ihn bereits vergessen habe. Da Elena wiederum keine Antworten erhält, nimmt sie gleichfalls an, dass Georg treulos ist und sich bereits anderweitig orientiert habe. 
Das Beziehungsdrama erreicht eine neue Stufe, als Arnim von Chü-Hi-Yin, demjenigen Chinesen, der ihm in Fernost Obdach gegeben hat, erfahren muss, dass sich dessen Tochter Tsu-Hsi umgebracht hat. Tsu-Hsi hatte sich gleichfalls in Georg verguckt und nahm sich aus tief empfundenem Schmerz, dass ihr Angebeteter eine weiße Frau, eine Europäerin (also Elena) liebt, das Leben. Chü-Hi-Yin macht deswegen von Arnim heftige Vorwürfe. Der Deutsche ahnt zunächst nicht, dass der am Boden zerstörte Chinese nach Rache für die tote Tochter sinnt und Georg umbringen will. Da erscheint Tsu-Hsi in einer Art Vision vor ihres Vaters Auges und bittet diesen, von der geplanten Mordtat abzulassen. Unmittelbar darauf bricht in China der Boxeraufstand aus, und Georg schließt sich den westlichen Truppen an. Elena, mittlerweile verwitwet und mit dem britischen Lord Anstrutter wiederverheiratet, hat in der Zwischenzeit die nicht abgeschickten Liebesbriefe im Nachlass Werner Gerlings gefunden. Ihre Liebe zu Georg hatte niemals aufgehört, und sie kehrt nach China zurück, um Georg die Wahrheit über diese Briefe, die ihn nicht erreichten, zu sagen. Im Moment der Wiederbegegnung wird Georg tödlich verletzt und stirbt in Elenas Armen.

## Produktionsnotizen
Briefe, die ihn nicht erreichten passierte die Filmzensur am 22. September 1925 und wurde am 9. Oktober desselben Jahres in Berlins Alhambra-Kino uraufgeführt. Der Sechsakter besaß eine Länge von 2426 Metern und wurde mit Jugendverbot belegt.
Die Aufnahmeleitung übernahm Heinz Landsmann, die Filmbauten gestalteten Gustav A. Knauer und Andrej Andrejew.
Dies war der Debütfilm von Evelyn Holt, die damals noch als Edith Sklarz – Sklarz war der Name ihres Vaters – auftrat.

## Kritiken
Der Film erhielt freundliche bis gemischte Kritiken, nachfolgend sieben Beispiele:
Der Filmbote urteilte knapp: „Der Reiz des feinen Romans … wirkt sich auch in dem Film aus.“
Im Neuen Wiener Tagblatt ist zu lesen: „Schon Bassermanns Spiel allein ist eine sehenswerte Leistung, der eine sorgfältige und plastische Regie ebenbürtig ist.“
Wiens Die Stunde konstatierte: „Zelniks … Werk ist gut, so gut, daß der Film vermöge seiner vielen grellen Effekte die Drastik des Buches noch um ein vielfaches schlägt.“
Die Arbeiter Zeitung kritisierte die pappmachéhafte China-Dekos, empfand aber auch, dass die „Ausführung des Films sauber“ sei, „die der Darstellung aber sehr ungleich. So ausgezeichnet Albert Bassermann ist, so eindrucksvoll Bernhard Götzke wirkt, so unzureichend ist Marcella Albani.“
Die Wiener Allgemeine Zeitung wiederum befand: „Bassermanns herrliches Spiel und eine blendende Regie kennzeichnen den Film als eine künstlerische Tat.“
Die Linzer Tages-Post schrieb: „Die ersten fünf Akte sind ihrem Inhalt und der Durchführung nach vollendet, während der sechste Akt, der den Höhepunkt des Dramas darstellen soll, durch die eingeflochtenen Kämpfe während des Chinesenaufstandes etwas in seiner dramatischen Entwicklung gestört wird. Immerhin aber werden auch diese gut inszenierten Kämpfe zwischen Schutztruppen und Chinesen bei so manchem Besucher ein gewisses Interesse erregen. Da sich die Handlung zum Großteil in China abspielt, sind herrliche, landschaftliche Bilder zu sehen. Die Darstellung in den Hauptrollen … ist außerordentlich wirksam, es sind schauspielerische Kunstleistungen. Ebenso sind die Massenszenen auf Chinas Boden packend. Photographie und Aufmachung brillant.“
Im Grazer Tagblatt heißt es: „Die wichtigsten Motive des Romans wurden im Filme verwendet, dessen größtes Verdienst aber darin liegt, daß er die nervenaufregenden Begebenheiten mit einer Fülle von ebenso charakteristischen wie fesselnden Bildern begleitet. Eine mit allen Reizen der Ferne ausgestattete Welt tut sich vor unseren Augen auf.“